# Rudolf Hans Bartsch

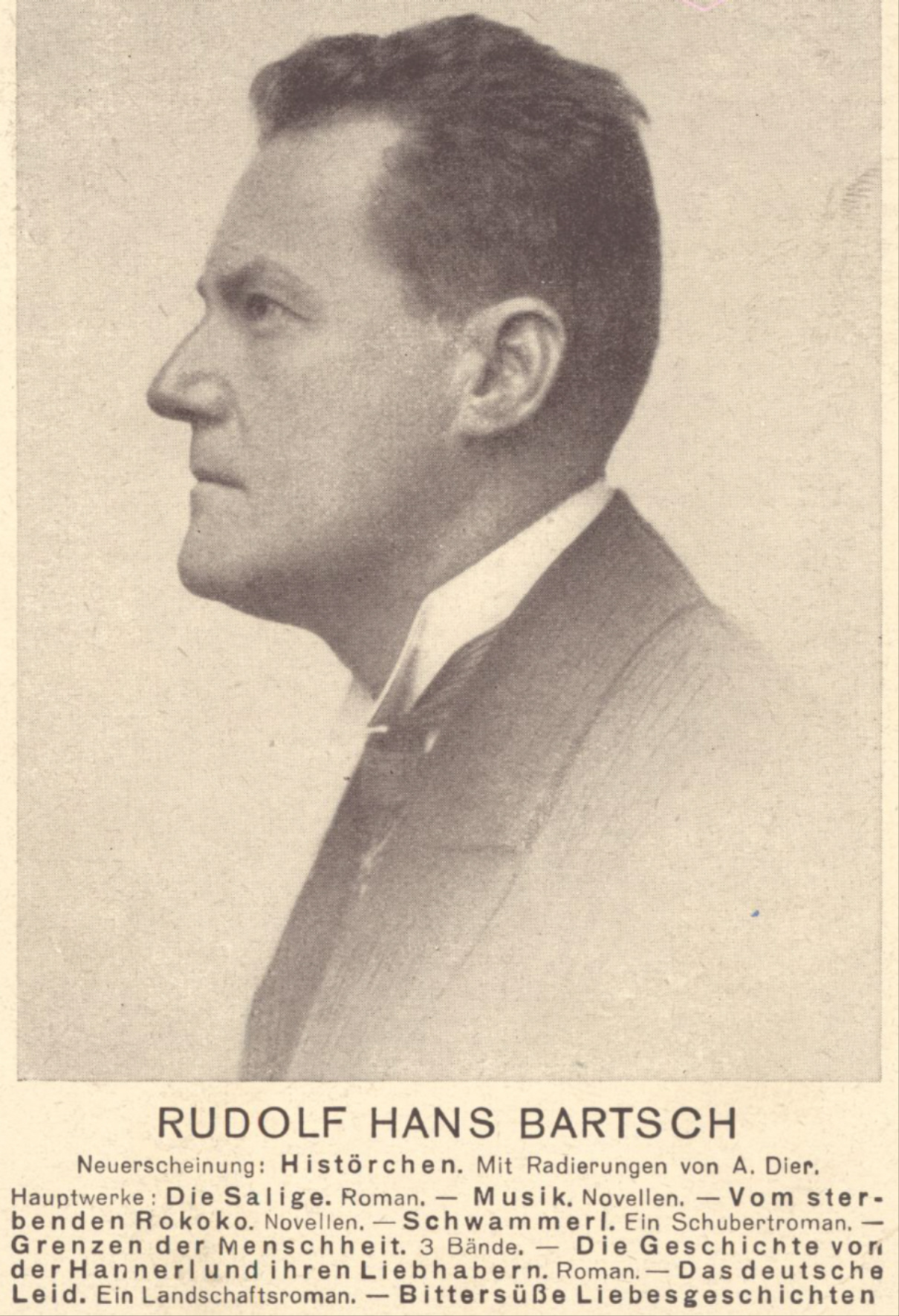
Rudolf Hans Bartsch (1925)

Rudolf Hans Bartsch (* 11. Februar 1873 in Graz, Steiermark; † 7. Februar 1952 ebenda) war ein österreichischer Offizier und Schriftsteller.

## Leben und Werk

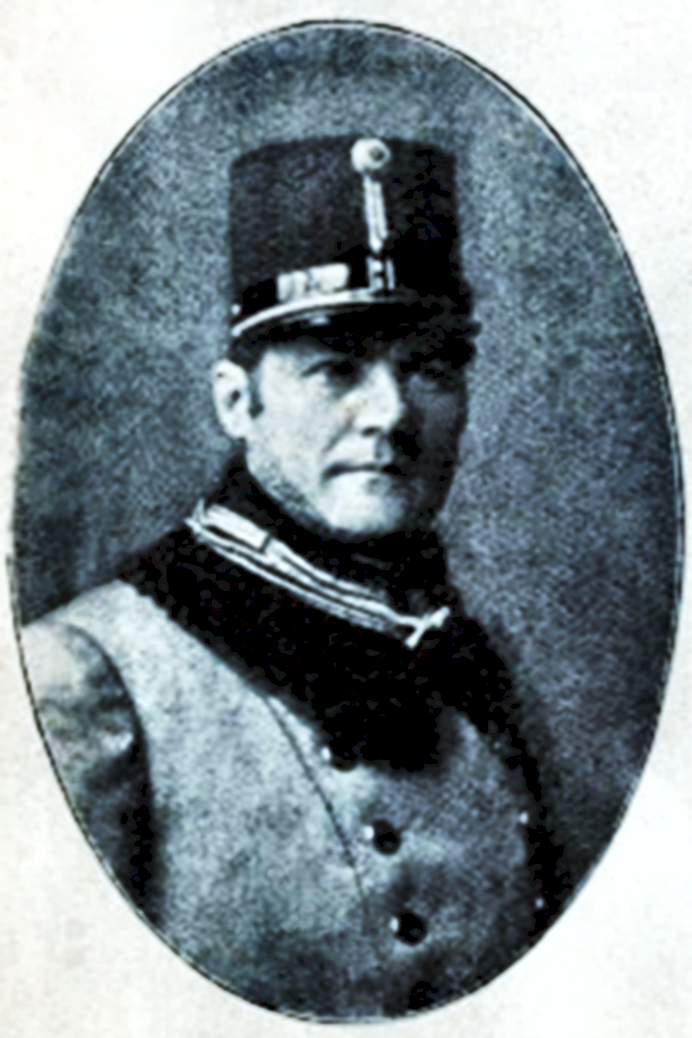
Rudolf Hans Bartsch als k. u. k. Hauptmann 1914

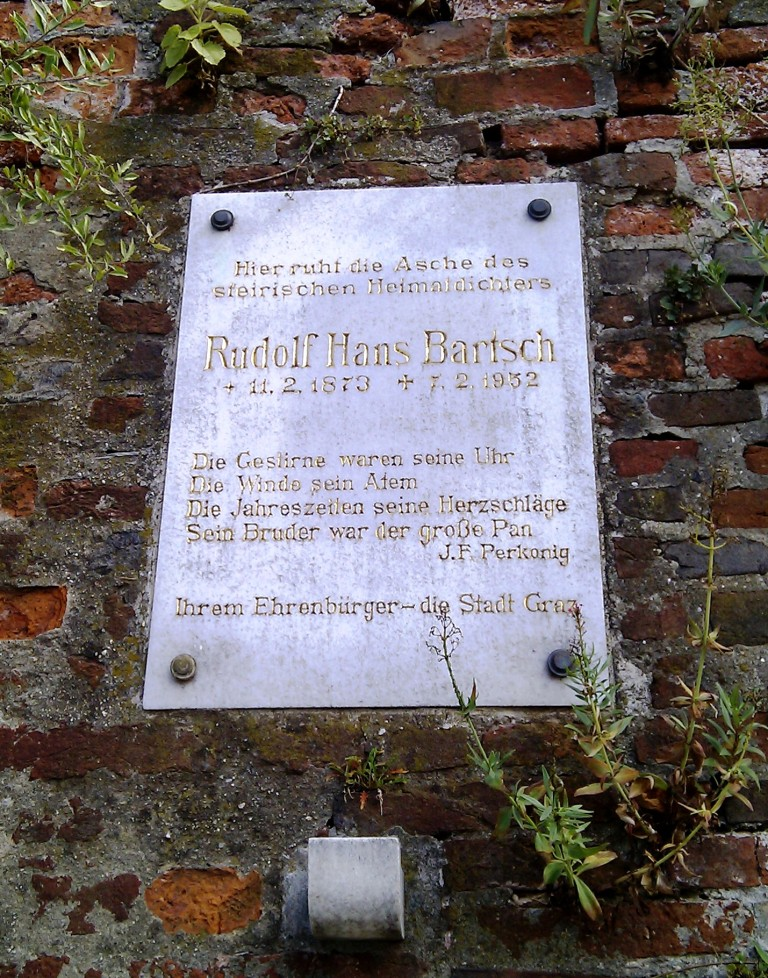
Grab von Bartsch am Grazer Schloßberg (Grabspruch von Josef Friedrich Perkonig)

Bartsch schrieb seit 1908 Romane und Novellen, die nach Aussagen heutiger Kritiker das alte Österreich oft sentimental verklären. Nach Gero von Wilpert ein überaus fruchtbarer, unkritischer Erzähler aus dem alten Österreich mit gefühlsselig-liebenswürdigen Romanen und Novellen, herzigen und bittersüßen Liebesgeschichten von spielerischer Leichtlebigkeit... Bereits für seine ersten Werke wurde er sehr positiv rezensiert, für „Zwölf aus der Steiermark“ wurde er von dem einflussreichen Kritiker Hermann Bahr als die neue Stimme Österreichs gelobt: „Da steht vergnügt das neue Österreich da, um das wir mit zornigen Fäusten gerungen haben.“ Für Willi Handl war Die Haindlkinder (1909) „unzweifelhaft der bemerkenswerteste Wiener Roman der letzten Zeit.“ Sein Schubert-Roman Schwammerl, eines der erfolgreichsten Bücher vor dem Zweiten Weltkrieg, diente 1916 als Vorlage zu dem Singspiel Das Dreimäderlhaus des Komponisten Heinrich Berté, das auch verfilmt wurde.
Von Bartsch stammt u. a. das mythologisch geprägte Gedicht Herbstchor an Pan, das vom Schaffen des Flurgotts Pan und den Jahreszeiten als Symbole für den Kreislauf des Lebens und die Vergänglichkeit auf Erden im Sinne der wechselnden Jahreszeiten erzählt. Das Werk erlangte größere Bekanntheit, als es im Januar 1911 von Joseph Marx, zur damaligen Zeit der meistgespielte Liedkomponist Österreichs, als einsätzige Kantate für gemischten Chor, Knabenstimmen, Orgel und großes Orchester vertont wurde. Es handelt sich hierbei kurioserweise um das erste für Orchester geschriebene Werk von Joseph Marx. Der Herbstchor an Pan wurde im Juni 2008 vom BBC Symphony Orchestra & Chorus unter Jiří Bělohlávek zusammen mit den übrigen Chorwerken von Joseph Marx für das britische Label Chandos ersteingespielt.
Weitgehend unbekannt ist seine Tätigkeit im k. u. k. Kriegsarchiv, dem er als Oberleutnant in den Jahren 1895 bis 1911 zugeteilt war. 1916 erhielt Bartsch als Hauptmann der Reserve beim Kriegsarchiv das Ritterkreuz mit Kriegsdekoration des Franz-Joseph-Ordens.
1915 brachte der Militärdienst den Schriftsteller nach Baden bei Wien, ab 1916 Sitz des Armeeoberkommandos Österreich-Ungarns. Bartsch fand schnell Gefallen an Stadt, Umgebung und Gesellschaftsleben, kaufte mit seiner Ehefrau Berta eine Villa (Biondekgasse 25), in der er ab 1917 in privatem Kreis Lese- wie Musikabende veranstaltete, Programme die er öffentlich zugunsten von Wohltätigkeit wiederholen ließ. Nach Ende des Krieges wohnte und arbeitete Bartsch in Wien, plante jedoch um 1925, sein (vermietetes) Badener Domizil wieder zum Lebensmittelpunkt zu machen. 1933, dem Jahr seines 60. Geburtstages, war die Liegenschaft nach wie vor im alleinigen Eigentum des Ehepaares.
In der Zeit des Nationalsozialismus war Bartsch ein vom Regime wenig geschätzter Autor, da sein literarisches Werk als träumerisch-melancholisch und „weichlich“ angesehen wurde und dem nationalsozialistischen Menschenbild nicht entsprach. Während der NS-Zeit veröffentlichte Bartsch nur noch ein einziges neues Buch, seine früher erhebliche Popularität erlosch zusehends.
Nach seinem Tod wurde Rudolf Hans Bartsch eingeäschert, seine Urne auf dem Grazer Schloßberg in den Mauern der ehemaligen Stallbastei eingemauert.
In seiner Heimatstadt Graz, in dessen Stadtbezirk Sankt Peter er 1952 starb, sowie in Leibnitz und Mureck wurden Straßen nach ihm benannt.

## Auszeichnungen und Ehrungen
- Ehrenbürger der Stadt Graz, 1932
- Peter-Rosegger-Preis, 1951
- In Graz St. Peter wurde die Rudolf-Hans-Bartsch Straße nach ihm benannt.

## Werke (Auswahl)

### Romane
- Zwölf aus der Steiermark, 1908. (Digitalisat, Neuauflage 2023, ISBN 978-3-7437-4715-9)
- Elisabeth Kött, 1909. (Digitalisat)
- Schwammerl. Schubert-Roman, 1912. (Digitalisat)
- Das deutsche Leid. Ein Landschafts-Roman, 1912. (Digitalisat)
- Die Geschichte von der Hannerl und ihren Liebhabern, 1913
- Der letzte Student, Ullstein, Berlin 1913. (Digitalisat)
- ER. Ein Buch der Andacht, 1915. (Digitalisat)
- Der Flieger, 1915. (Digitalisat)
- Frau Utta und der Jäger, 1915. (Digitalisat)
- Das Deutsche Volk in schwerer Zeit, 1916 (Ullstein Kriegsbücher)
- Lukas Rabesam, 1917
- Der junge Dichter. Roman, 1918. (Digitalisat)
- Heidentum. Die Geschichte eines Vereinsamten, 1919. (Digitalisat)
- Ewiges Arkadien!, 1920. (Digitalisat)
- Seine Jüdin oder Jakob Böhmes Schusterkugel, 1921. (Digitalisat)
- Ein Landstreicher, 1921. (Digitalisat)
- Die Haindlkinder
- Das Tierchen. Die Geschichte einer kleinen Grisette, 1922
- Die Faschingsoper. (Così fan tutte). Mit 6 photo-lithographischen montierten Vollbildern in 10-farbigem Offsetdruck von Franz von Bayros, 1922
- Die Salige
- Der Satansgedanke (wohl 1923). (Neuauflage 2023, ISBN 978-3-7437-4577-3)
- Venus und das Mädchengrab. Liebesgeschichte eines Sonderlings, 1926
- Die Verliebten und ihre Stadt, 1927
- Die Apotheke zur blauen Gans. Roman aus seltsamem Grenzland, 1928
- Wild und frei. Thema mit Variationen, 1928
- Der große alte Kater. Eine Schopenhauer-Geschichte, 1929
- Die Verführerin. Eine Wiener Geschichte, 1930
- Der große und der kleine Klaus, 1931
- Das Lächeln der Marie Antoinette, 1932
- Ein Deutscher. Zsgestellt aus Fragmenten der Erinnergen des Christoph Magnus von Raithenau, 1933
- Der große Traum der kleinen Wienerin. Eine heitere Staatsaktion, 1936
- Brüder im Sturm, 1940
- Wenn Majestäten lieben, 1949

### Erzählungen, Novellen
- Vom sterbenden Rokoko, 1909. (Digitalisat, Neuauflage 2023, ISBN 978-3-7437-4626-8)
- Bittersüße Liebesgeschichten, 1910. (Digitalisat)
- Unerfüllte Geschichten. (Digitalisat)
- Frauen. 3 Novellen, 1918
- Musik. 3 Novellen, 1923
- Novellen, 1924
- Histörchen, 1925
- Besonntes Philisterium, 1934

### Theaterstücke
- Ohne Gott. Die Tragödie einer Mutter, 1915. (Digitalisat)
- Fernes Schiff. 3 Akte (6 Bilder) aus dem Leben des großen Kolonisators John Smith, 1934

### Essays
- Wien das grüne, Brüder Rosenbaum, Wien 1911.
- Todesrekord und Musterwirtschaft. Die Argonnen-Schwaben. In: Kriegsheft des Bundes für Heimatschutz in Württemberg und Hohenzollern (1916), S. 68–72.
- Das Glück des deutschen Menschen, 1927